# Vrången (Skede socken, Småland)
Vrången är en sjö i Vetlanda kommun i Småland och ingår i Emåns huvudavrinningsområde. Sjön är 12,5 meter djup, har en yta på 1,59 kvadratkilometer och befinner sig 245,2 meter över havet. Sjön avvattnas av vattendraget Krabbebäcken. Vid provfiske har bland annat abborre, gädda, mört och sik fångats i sjön.

## Delavrinningsområde
Vrången ingår i det delavrinningsområde (637331-147108) som SMHI kallar för Utloppet av Vrången. Medelhöjden är 255 meter över havet och ytan är 8,92 kvadratkilometer. Det finns inga delavrinningsområden uppströms utan avrinningsområdet är högsta punkten. Krabbebäcken som avvattnar avrinningsområdet har biflödesordning 2, vilket innebär att vattnet flödar genom totalt 2 vattendrag innan det når havet efter 183 kilometer. Delavrinningsområdet består mestadels av skog (65 %). Avrinningsområdet har 1,58 kvadratkilometer vattenytor vilket ger det en sjöprocent på 17,7 %.

## Fisk
Vid provfiske har följande fisk fångats i sjön:
- Abborre
- Gädda
- Mört
- Sik
- Sutare